# Sabine Kahle
Sabine Kahle (25 de junio de 1959) es una deportista de la RDA que compitió en natación, especialista en el estilo combinado. Ganó dos medallas de plata en el Campeonato Europeo de Natación de 1977.

## Palmarés internacional
| Campeonato Europeo | Campeonato Europeo | Campeonato Europeo | Campeonato Europeo |
| Año                | Lugar              | Medalla            | Prueba             |
| ------------------ | ------------------ | ------------------ | ------------------ |
| 1977               | Jönköping (Suecia) | Medalla de plata   | 200 m estilos      |
| 1977               | Jönköping (Suecia) | Medalla de plata   | 400 m estilos      |